# Mali Ločnik
Mali Ločnik – wieś w Słowenii, w gminie Velike Lašče. W 2018 roku liczyła 54 mieszkańców.